# .test
El .test és un domini de primer nivell genèric reservat per l'IETF que no pretén esdevenir un domini actiu d'Internet. Les raons per reservar aquest domini són per reduir els conflictes i les confusions. Això permet l'ús d'aquests noms de domini per documentació o en escenaris locals de prova.

## Proves de dominis IDN
El domini .test ha estat oficialment utilitzat per fer proves amb dominis amb caràcters internacionals (IDN, Internationalized Domain Name, Nom de domini internacionalitzat). Els dominis utilitzats són example.test i les seves traduccions a l'Àrab, Persa, Xinès (Simplificat i tradicional), Rus, Hindi, Grec, Coreà, Ídix, Japonès i Tàmil.